# 吉利金剛
吉利金剛（Geely KingKong），研發代號：LG-1，是中國民營汽車製造商吉利汽車與韓國大宇國際株式會社聯合開發的一款小巧、輕量、經濟效益取向的中級轎車。是吉利汽車進入中級轎車市場的戰略車型之一。